# Isolapotamon griswoldi
Isolapotamon griswoldi is een krabbensoort uit de familie van de Potamidae. De wetenschappelijke naam van de soort is voor het eerst geldig gepubliceerd in 1938 door Chace.